# 36.ª reunião de cúpula do G8
A 36.ª Cúpula dos Países Desenvolvidos (português brasileiro) ou 36.ª Cimeira dos Países Desenvolvidos (português europeu) realizou-se entre 25 e 26 de junho de 2010 na localidade de Huntsville, Ontário, Canadá. Na edição da cimeira anual, os líderes das oito maiores economias mundiais concordaram em reafirmar o papel "contínuo e essencial" do grupo no cenário global e concluíram "acordos de novas relevâncias". Nesta reunião de cúpula, o formato e funcionamento do G8 foi reavaliado aos moldes das reuniões de cúpula do G20, que envolvem um fórum de discussão, planejamento e monitoramento da cooperação econômica internacional.
Huntsville foi a quinta cidade canadense a sediar uma reunião de cúpula do G8 desde 1976; as anteriores foram Montebello (1981), Toronto (1988), Halifax (1995) e Kananaskis (2002). No ano anterior, o governo canadense selecionou Huntsville, uma pequena cidade de 20 mil habitantes, como sede do evento internacional. Além do Deerhurst Resort, a organização do evento ergueu instalações adicionais para garantir segurança e infraestrutura para os veículos de imprensa. Anteriormente especuladas como possíveis sedes, as cidades de Muskoka e Toronto foram desconsideradas pelo governo canadense; a primeira por conta da pequena população e a segunda por sediar a 4ª reunião de cúpula do G20 no mesmo ano.
O agendamento tardio da cimeira do G20 - também no Canadá - afetou as programações do G8, sendo que a cimeira acabou reportada pela imprensa como uma "preliminar" aos eventos do primeiro.

## Antecedentes
O Grupo dos Sete (G7) foi fundado como um fórum de diálogo e cooperação informa entre lideranças dos sete países mais industrializados: França, Alemanha, Itália, Japão, Reino Unido, Estados Unidos e Canadá. A primeira reunião de cúpula envolvendo todos os sete membros ocorreu em 1976 em Dorado, Porto Rico, sob a liderança de Gerald Ford. O Grupo dos Oito (G8), reunido primeiramente em 1997, foi criado a partir da adesão da Federação Russa. Paralelamente, o Presidente da Comissão Europeia têm sido membro frequente das reuniões desde 1981.

## Participantes

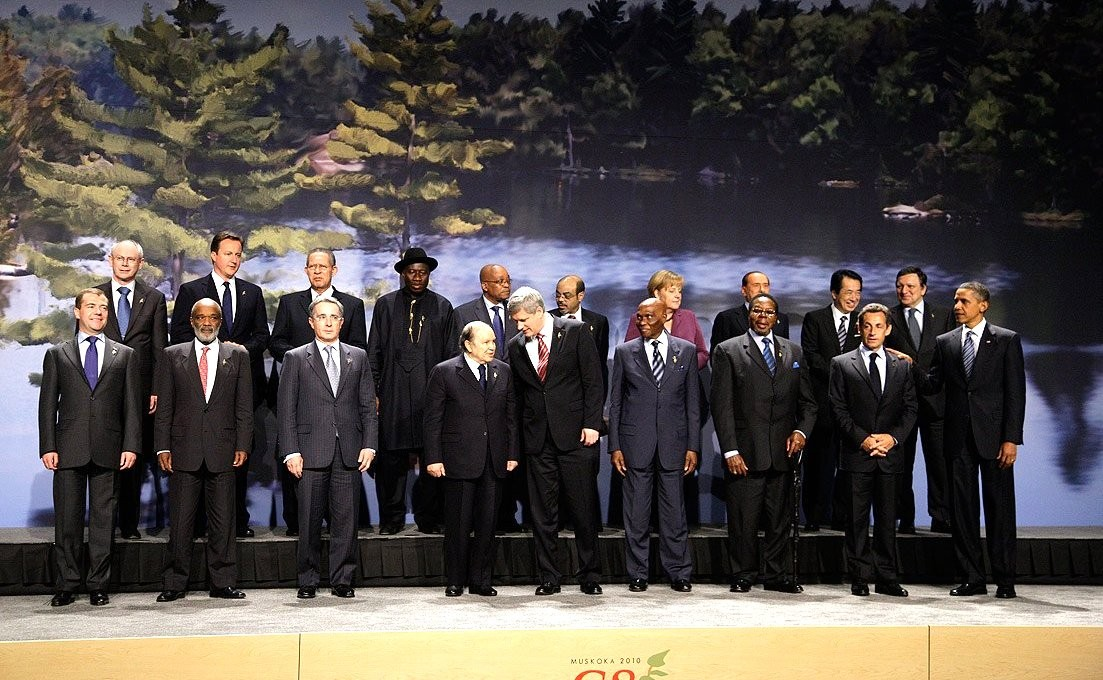
Líderes do G8 durante a 36ª reunião do grupo, 2010.

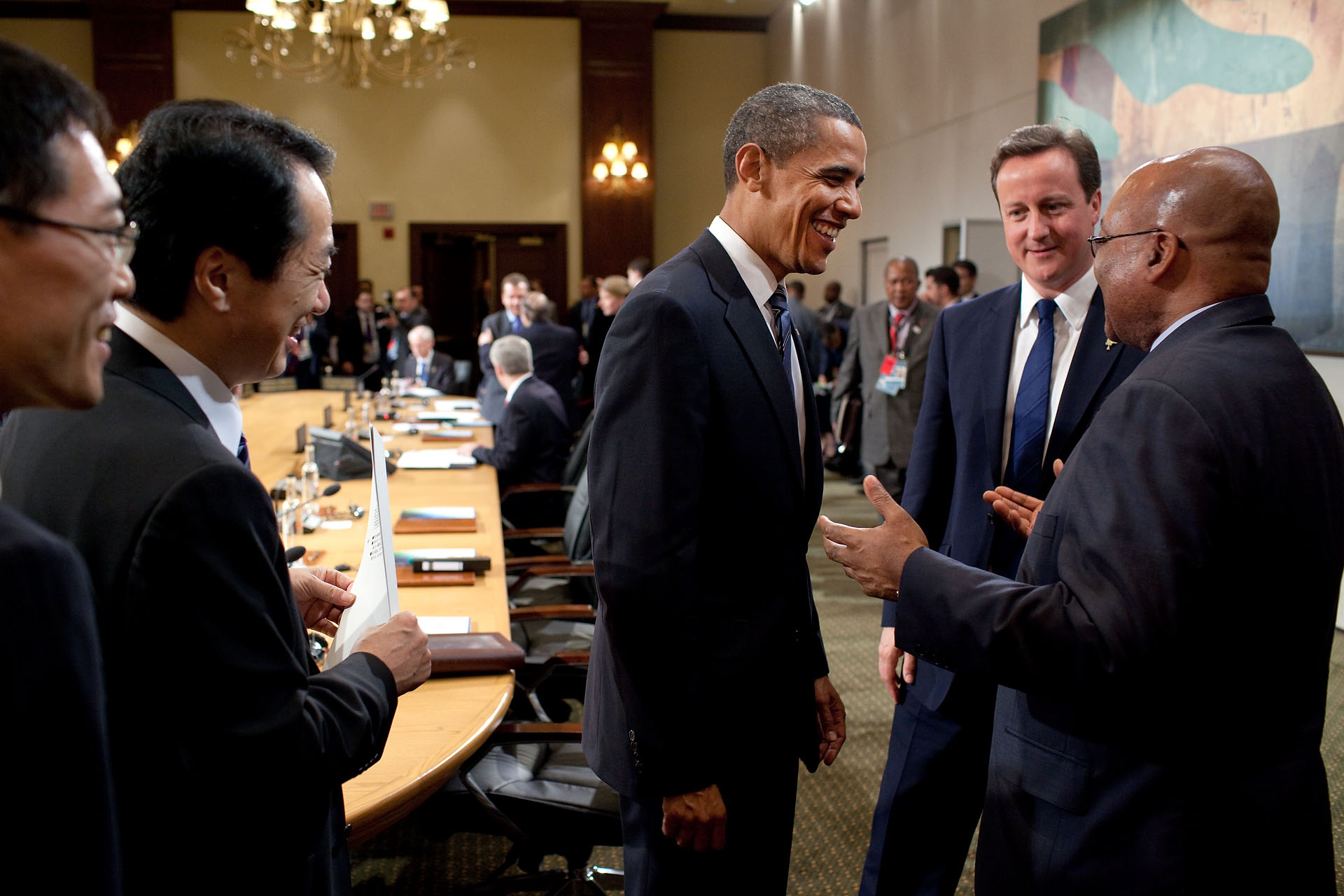
Naoto Kan, Barack Obama, David Cameron e Jacob Zuma durante uma sessão de países africanos da cimeira.

A 43.ª reunião de cúpula contou com a participação dos líderes dos sete Estados-membros do G8, além de representantes da União Europeia. O Presidente da Comissão Europeia têm sido um membro-convidado em todas as cimeiras desde 1981.
Além dos membros principais, a delegação francesa anunciou o alargamento do grupo para "G14", que incluiria os oito países mais o "G5" (África do Sul, Brasil, China, Índia e México). A reunião de cúpula também contou com a realização de uma sessão de sete países africanos, além da presença de líderes de Colômbia, Haiti e Jamaica.
A cúpula foi a primeira participação do Primeiro-ministro britânico David Cameron e de seu homólogo japonês Naoto Kan.
| Membros permanentes País anfitrião e líder estão indicados em negrito. |                |                     |                                 |
| Membro                                                                 | Membro         | Representado por    | Título                          |
| Alemanha                                                               | Alemanha       | Angela Merkel       | Chanceler                       |
| Canadá                                                                 | Canadá         | Stephen Harper      | Primeiro-ministro               |
| Estados Unidos                                                         | Estados Unidos | Barack Obama        | Presidente                      |
| França                                                                 | França         | Nicolas Sarkozy     | Presidente                      |
| Itália                                                                 | Itália         | Silvio Berlusconi   | Primeiro-ministro               |
| Japão                                                                  | Japão          | Naoto Kan           | Primeiro-ministro               |
| Reino Unido                                                            | Reino Unido    | David Cameron       | Primeiro-ministro               |
| Rússia                                                                 | Rússia         | Dmitry Medvedev     | Presidente                      |
|                                                                        |                |                     |                                 |
| União Europeia                                                         | União Europeia | José Manuel Barroso | Presidente da Comissão Europeia |
| União Europeia                                                         | União Europeia | Herman Van Rompuy   | Presidente do Conselho Europeu  |
| Participantes Convidados                                               |                |                     |                                 |
|                                                                        | União Africana | Bingu wa Mutharika  | Presidente                      |
|                                                                        | CIS            | Sergey Lebedev      | Secretário-Executivo            |
|                                                                        | AIEA           | Yukiya Amano        | Diretor-geral                   |
|                                                                        | Nações Unidas  | Ban Ki-moon         | Secretário-geral                |
|                                                                        | UNESCO         | Irina Bokova        | Diretora-geral                  |
|                                                                        | Banco Mundial  | Robert Zoellick     | Presidente                      |

## Temas
Tradicionalmente, o país-sede da reunião de cúpula do G8 define os temas a serem discutidos, o que é decidido primeiramente entre representantes multilaterais semanas antes da realização do evento. A relação de temas debatidos é publicada como uma declaração conjunta, proposta para assinatura pelos líderes presentes após o encerramento da cúpula. Na ocasião da 36ª reunião de cúpula, o então Primeiro-ministro canadense Stephen Harper afirmou:
| “ | Como anfitrião, nosso governo terá considerável impacto sobre o tema. Será uma enorme oportunidade de promover os valores e interesses do Cnaadá; de defender oportunidades de comércio e mercados abertos; de assistir à uma ação global contra as mudanças climáticas; e de coroar valores como liberdade, democracia e direitos humanos e o vigor da lei. | ” |

No início de junho, Harper emitiu um comunicado mais específico, segundo o qual a cúpula trataria da reforma do setor financeiro global visando um possível apoio da União Europeia para retomar a estabilidade fiscal.
A cimeira foi considerada uma oportunidade para resolução de conflitos entre os países representados. Na prática, o evento foi concebido como um cenário de negociações comerciais entre os países do G8 diante da crise financeira global.

### Economia
O principal tema de debates durante a cúpula foi a recuperação econômica seguinte à crise econômica de 2008 bem como estratégias de administrar a crise da Zona do Euro, especialmente.
Tornar o crescimento compatível com a consolidação fiscal é importante não somente para o Japão, porém para todos os países do G8. O G8 demonstrou certo nível de compreensão sobre isso.— Naoto Kan
Tornei pública nossa necessidade de um crescimento sustentável e que crescimento e austeridade intelectual não precisam ser contraditórios. A discussão não foi controversa; houve um considerável entendimento mútuo.— Angela Merkel
Nenhum líder contestou a necessidade de cortar déficits e dívidas, mas de forma pragmática, levando em conta a situação de cada país.— Nicolas Sarkozy

### Relações internacionais
Os programas nucleares iraniano e norte-coreano foram alvo de críticas pelos líderes da cúpula, que expressaram preocupação sobre uma possível desestabilização das relações regionais. Israel também foi criticada por seu contínuo bloqueio da Faixa de Gaza. Além do programa nuclear, o governo norte-coreano também foi criticado pelo conflito que resultou no naufrágio de um navio sul-coreano nos meses anteriores.
O Irã não está assegurando uma produção pacífica de sua energia nuclear. Os membros do G8 estão preocupados e creem absolutamente que Israel pode reagir preventivamente.— Silvio Berlusconi
Haverá consequência para tal comportamento irresponsável no cenário internacional.— Barack Obama
Em contrapartida, o Afeganistão recebeu um ultimato de cinco anos para reduzir a corrupção e ampliar a rede de segurança interna.
Evoluir este ano, colocando toda nossa capacidade em resolver este ano, é  vitalmente importante.— David Cameron
Os líderes da cúpula destinaram 5 bilhões de dólares à questões de ajuda internacional, menos do que os 50 bilhões previstos na reunião de cúpula de 2005. Esta quantia seria destinada principalmente às regiões mais pobres de África e Ásia. Esta redução no volume de doações têm sido consequência provável da recessão econômica que afetou o planeta a partir de 2008.